# Bistum Hoima
Das Bistum Hoima (lat.: Dioecesis Hoimanus) ist eine in Uganda gelegene römisch-katholische Diözese mit Sitz in Hoima. 

## Geschichte
Das Bistum Hoima wurde am 9. August 1965 durch Papst Paul VI. mit der Apostolischen Konstitution Quo aptius aus Gebietsabtretungen des Erzbistums Rubaga und des Bistums Fort Portal errichtet. Es ist dem Erzbistum Mbarara als Suffraganbistum unterstellt.

## Bischöfe von Hoima
- Cipriano Biyehima Kihangire, 1965–1968, dann Bischof von Gulu
- Albert Edward Baharagate, 1969–1991
- Deogratias Muganwa Byabazaire, 1991–2014
- Vincent Kirabo, seit 2015